# Yusuke Kondo
Yusuke Kondo (近藤 祐介 Kondo Yusuke?, nacido el 5 de diciembre de 1984 en Tokio) es un futbolista japonés que se desempeña como delantero.

## Trayectoria

### Clubes
| Club                | País  | Año         |
| ------------------- | ----- | ----------- |
| FC Tokyo            | Japón | 2003 - 2009 |
| Vissel Kobe         | Japón | 2006 - 2007 |
| Consadole Sapporo   | Japón | 2010 - 2012 |
| Tochigi SC          | Japón | 2013 - 2014 |
| Giravanz Kitakyushu | Japón | 2015        |
| AC Nagano Parceiro  | Japón | 2015 - 2016 |
| SC Sagamihara       | Japón | 2016        |

## Estadística de carrera

### J. League
| Club                | Año   | J. League | J. League | Copa J. League | Copa J. League | Total | Total |
| Club                | Año   | Part.     | Goles     | Part.          | Goles          | Part. | Goles |
| ------------------- | ----- | --------- | --------- | -------------- | -------------- | ----- | ----- |
| FC Tokyo            | 2003  | 6         | 1         | 0              | 0              | 6     | 1     |
| FC Tokyo            | 2004  | 9         | 0         | 2              | 0              | 11    | 0     |
| FC Tokyo            | 2005  | 11        | 1         | 4              | 1              | 15    | 2     |
| Vissel Kobe         | 2006  | 42        | 10        | -              | -              | 42    | 10    |
| Vissel Kobe         | 2007  | 31        | 6         | 6              | 1              | 37    | 7     |
| FC Tokyo            | 2008  | 6         | 0         | 2              | 1              | 8     | 1     |
| FC Tokyo            | 2009  | 12        | 1         | 4              | 1              | 16    | 2     |
| Consadole Sapporo   | 2010  | 26        | 3         | -              | -              | 26    | 3     |
| Consadole Sapporo   | 2011  | 38        | 7         | -              | -              | 38    | 7     |
| Consadole Sapporo   | 2012  | 21        | 1         | 6              | 0              | 27    | 1     |
| Tochigi SC          | 2013  | 41        | 7         | -              | -              | 41    | 7     |
| Tochigi SC          | 2014  | 40        | 4         | -              | -              | 40    | 4     |
| Giravanz Kitakyushu | 2015  | 5         | 0         | -              | -              | 5     | 0     |
| AC Nagano Parceiro  | 2015  | 8         | 0         | -              | -              | 8     | 0     |
| AC Nagano Parceiro  | 2016  | 6         | 0         | -              | -              | 6     | 0     |
| SC Sagamihara       | 2016  | 10        | 0         | -              | -              | 10    | 0     |
| Total               | Total | 312       | 41        | 24             | 4              | 236   | 45    |

## Palmarés

### Títulos nacionales
| Título         | Club     | País  | Año  |
| -------------- | -------- | ----- | ---- |
| Copa J. League | FC Tokyo | Japón | 2004 |
| Copa J. League | FC Tokyo | Japón | 2009 |